# Винге, Мортен Эскиль
Мортен Эскиль Винге (швед. Mårten Eskil Winge, 21 сентября 1825, Стокгольм Швеция — 22 апреля 1896, Энчёпинг, Швеция) — шведский художник, один из значительнейших исторических живописцев Швеции. Профессор шведской Королевской Академии искусств. Наряду со своим однокурсником, другом и творческим соратником Августом Мальстрёмом внес существенный вклад в шведский романтический национализм — готицизм. Муж шведской художницы Ханны Матильды Тенгелин-Винге.

## Биография

### Ранние годы.
Родился в Стокгольме в семье ректора и викария Исака Мартина Винге и его супруги Андриетты Софии, урождённой Ротман. В 1846 г. получил степень бакалавра в Уппсальском университете, затем обучался в художественной мастерской Пэра Эмануэля Валландера в Стокгольме. В 1847 г. поступил в Королевскую Академию искусств. Одновременно с учебой, работал почтовым служащим, а также имел дополнительный доход, занимаясь портретной живописью.

### Дюссельдорф, Париж, Рим.
В 1856 г. Винге получил золотую медаль и грант для художественного путешествия за границу от Королевской Академии искусств за картину «Карл X Густав у смертного одра Акселя Оксеншерна». Сперва Винге отправился в Дюссельдорф, где проходил практику в Дюссельдорфской академии художеств. Затем посетил Париж, там Винге вместе с Мальстрёмом обучался у Тома Кутюра, у которого нескольким годами ранее учился их наставник и новый профессор Королевской Академии искусств Йохан Кристоффер Боклунд. По условиям гранта Винге сделал несколько копий картин Рубенса в Лувре. В конце 1859 г. отправился в Рим, где также сделал несколько копий картин Рафаэля, Тициана и др. В 1863г. вернулся в Швецию.

## Творчество

### Скандинавские сюжеты.

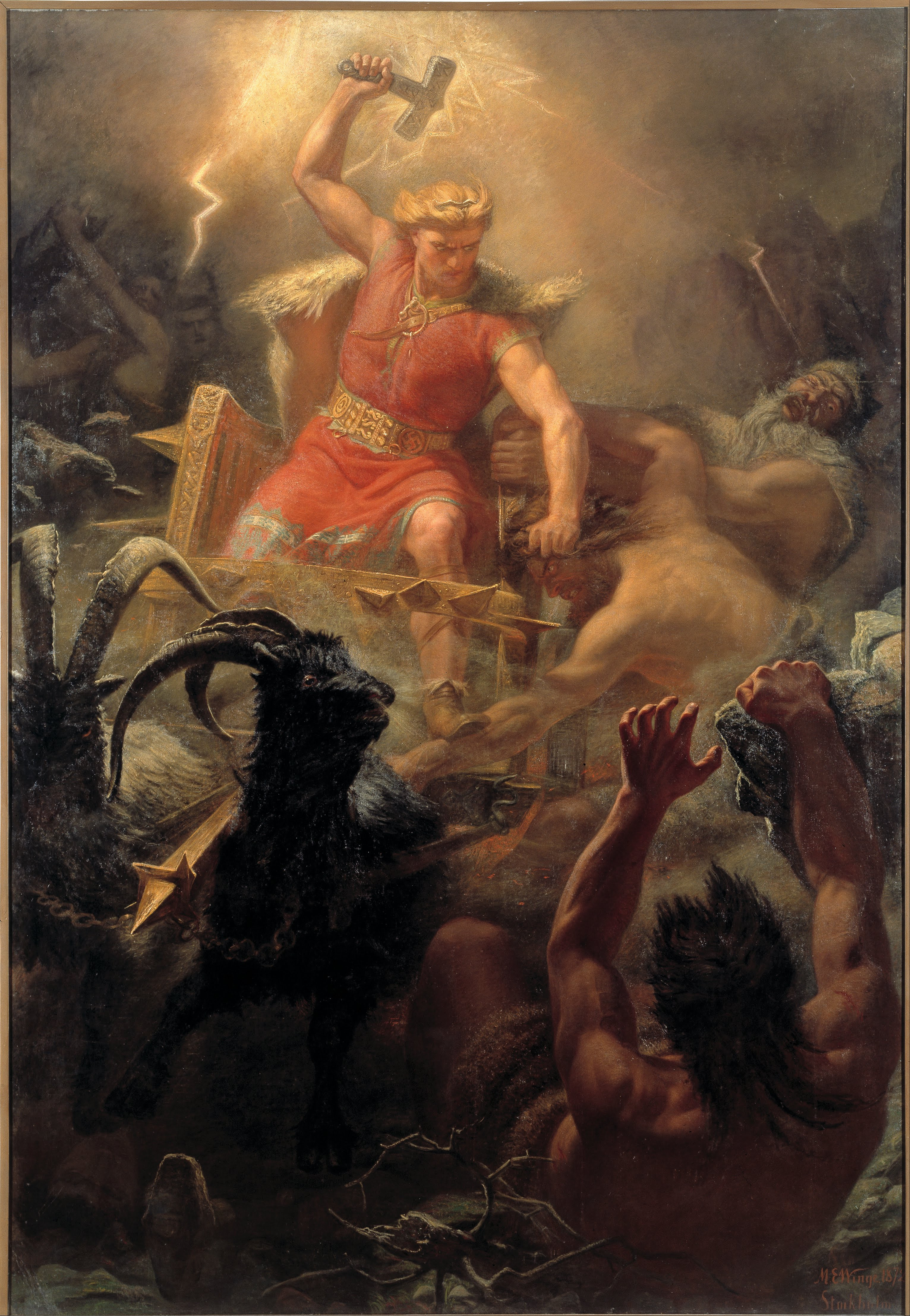
«Тор сражается с гигантами», 1872, Национальный музей Швеции

С ранних лет, мотивом в творчестве художника были скандинавские сюжеты из мифологии, саг, народного фольклора.
Увлечённость к романтике средневековой Скандинавии, была передана Винге в детстве, общим другом его отца и Адама Эленшлегера основоположником шведской лечебной гимнастики Пером Хенриком Лингом. Двое последние были членами литературного кружка «Готический Завет» (Götiska förbundet).
Выступил иллюстратором эпопеи «Боги Севера» (Nordens Gudar) Адама Эленшлегера и стихов «Приёмные Братья» (Fosterbröderna) кронпринца Карла XV.
Наиболее известные картины «Тор сражается с гигантами», «Крака», «Локи и Сигюн», «Хьялмар прощается с Орваром Оддом после Самсеской битвы» находятся в постоянной экспозиции Национального музея Швеции.

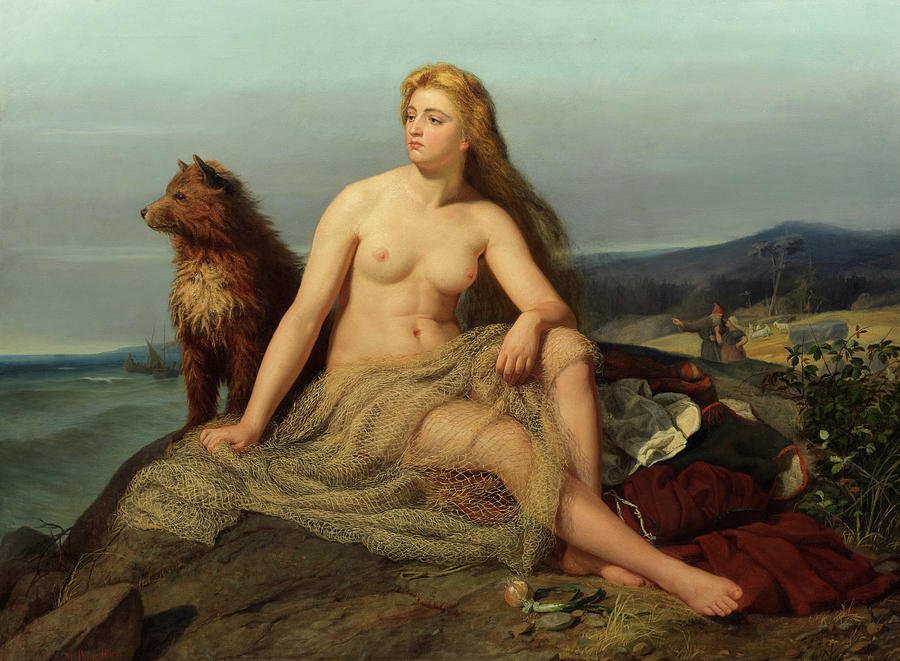
«Крака», 1862
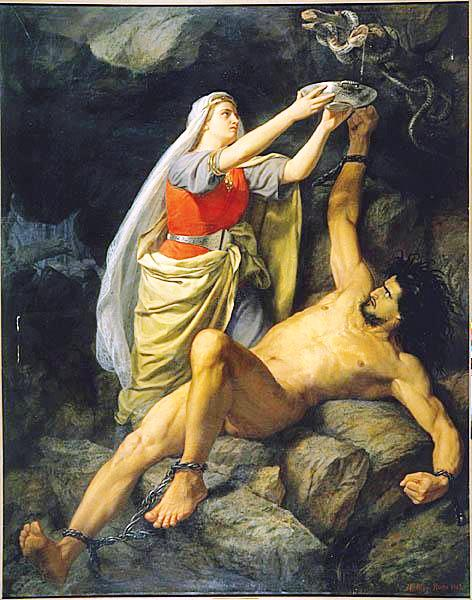
«Локи и Сигюн», 1863
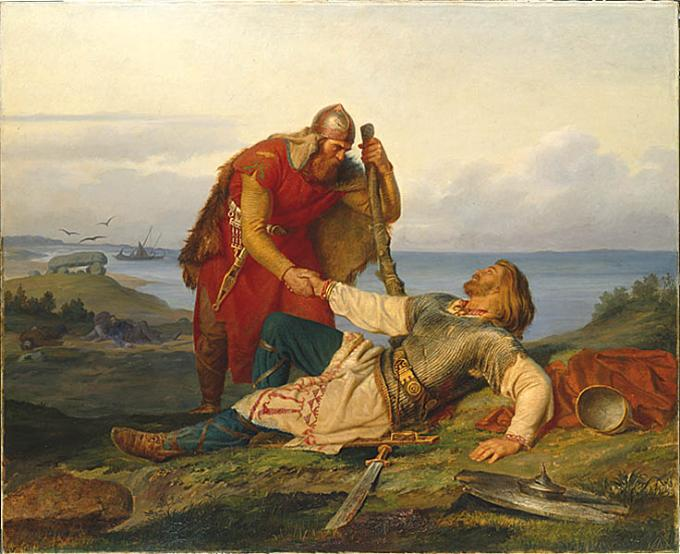
«Хьялмар прощается с Орваром Оддом после Самсеской битвы», 1866
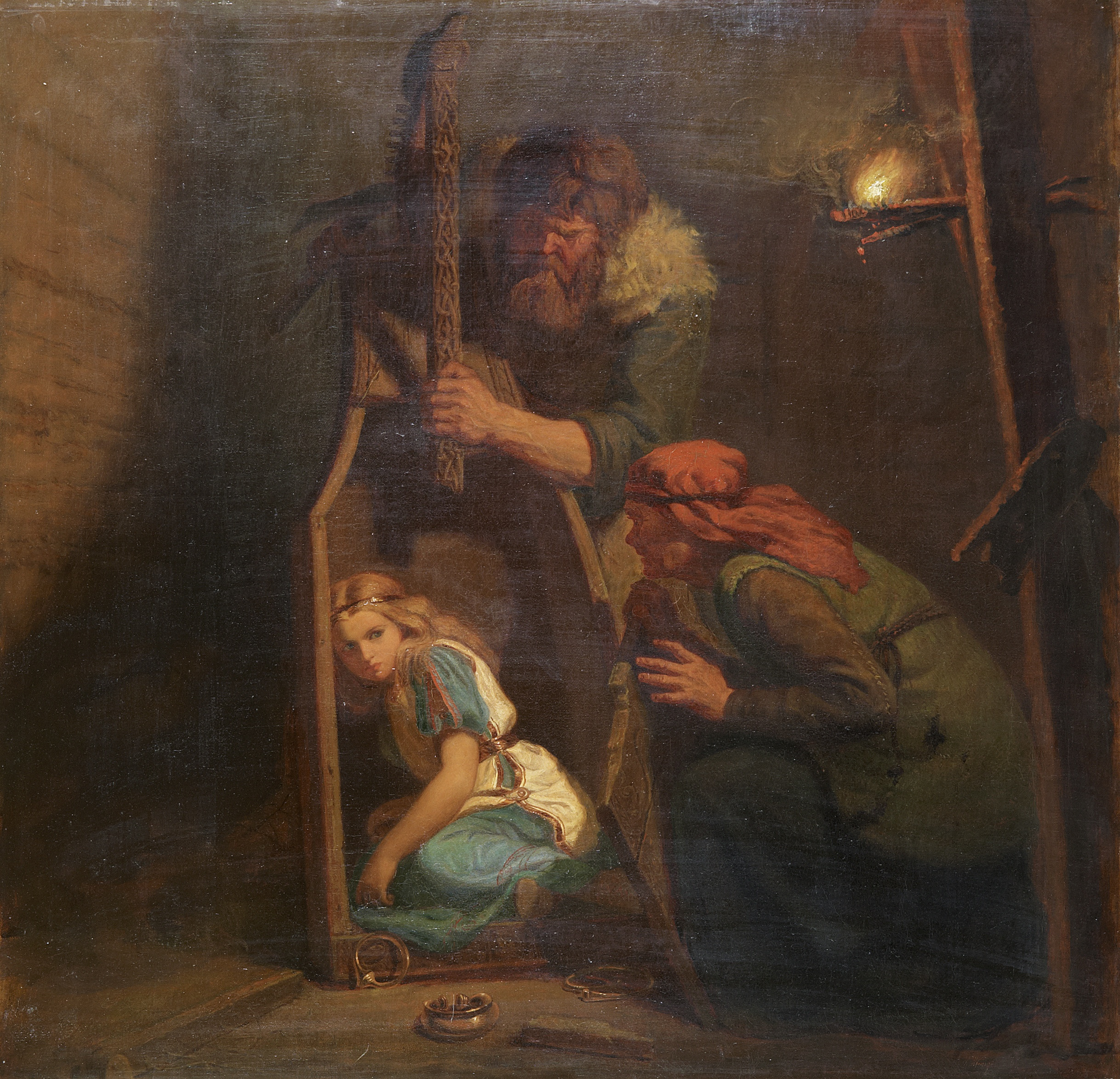
«Аслауг в арфе», 1856

### Христианские сюжеты.
С большим успехом Винге занимался живописью на библейские сюжеты Нового Завета. Наделил многие шведские церкви прекрасными алтарными картинами, среди которых «Христос в Гефсиманском саду» — церковь в Боргебю, «Воскресение Христово» — церковь в Вестанфорсе, «Преображение Господне» — церковь Святого Павла в Мальмё и другие.

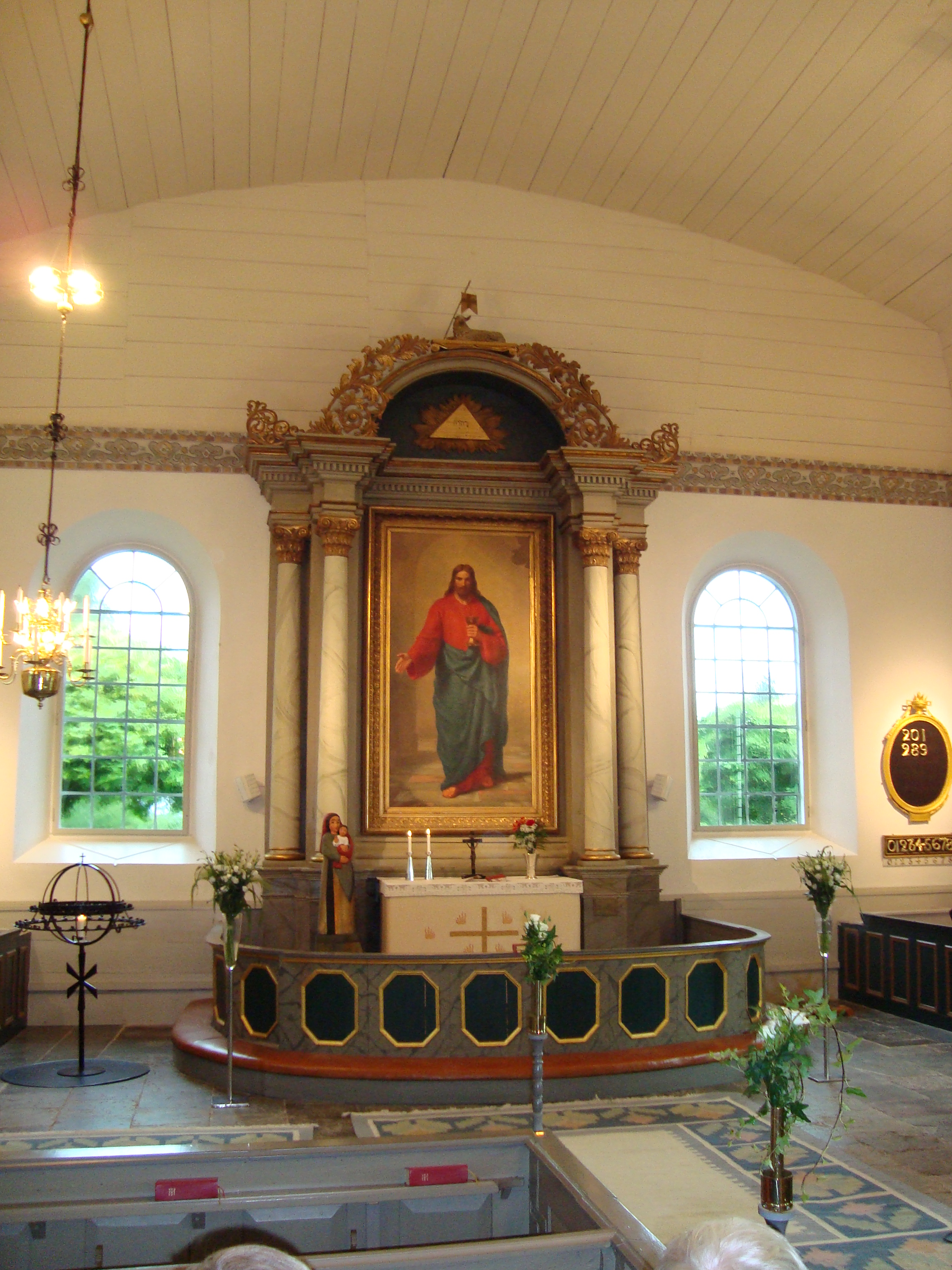
Иисус Христос с потиром в руке, 1972, Церковь в Ландерюде
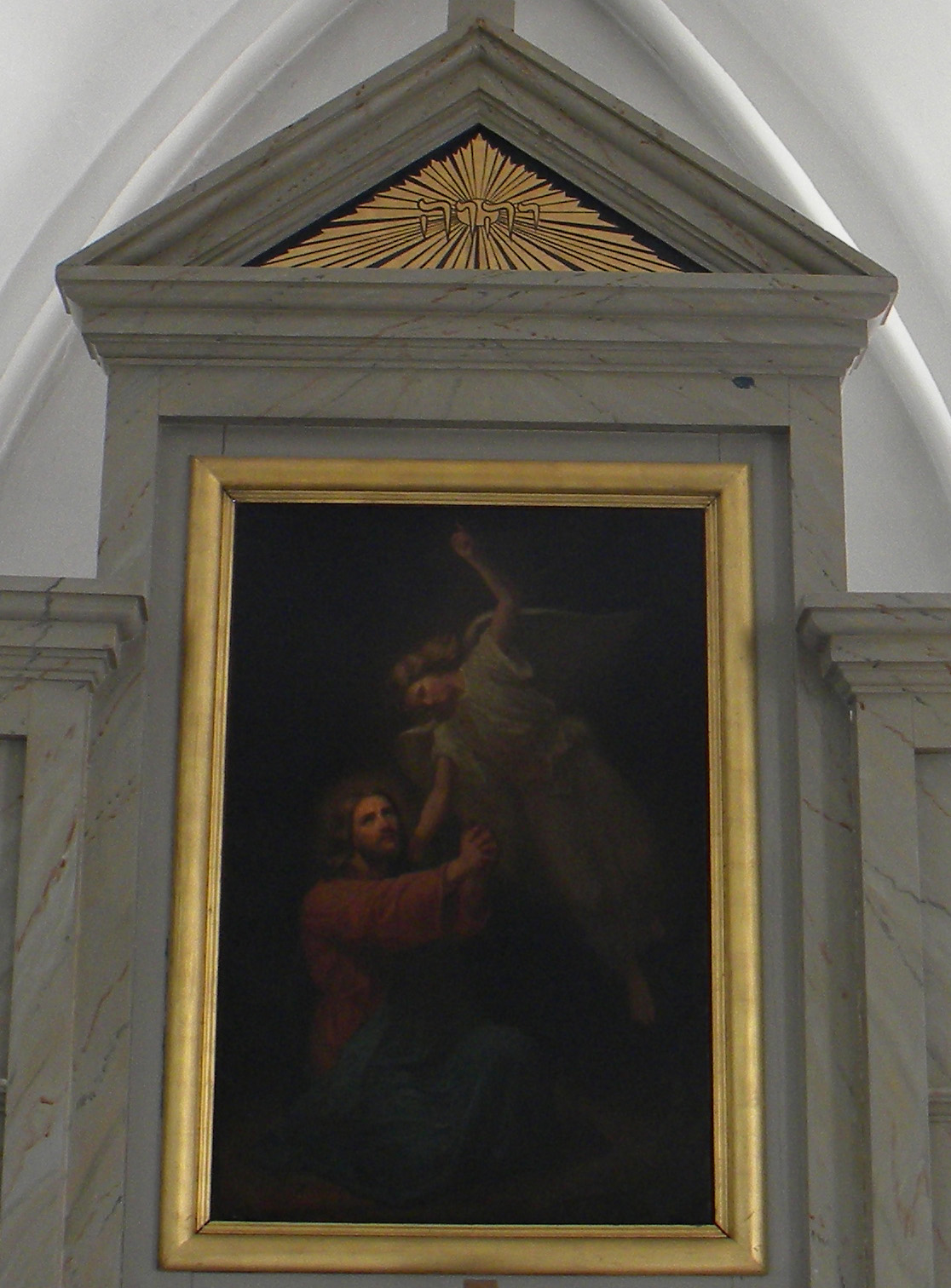
Иисус Христос в Гефсиманском саду, 1870-е, Церковь в Боргебю
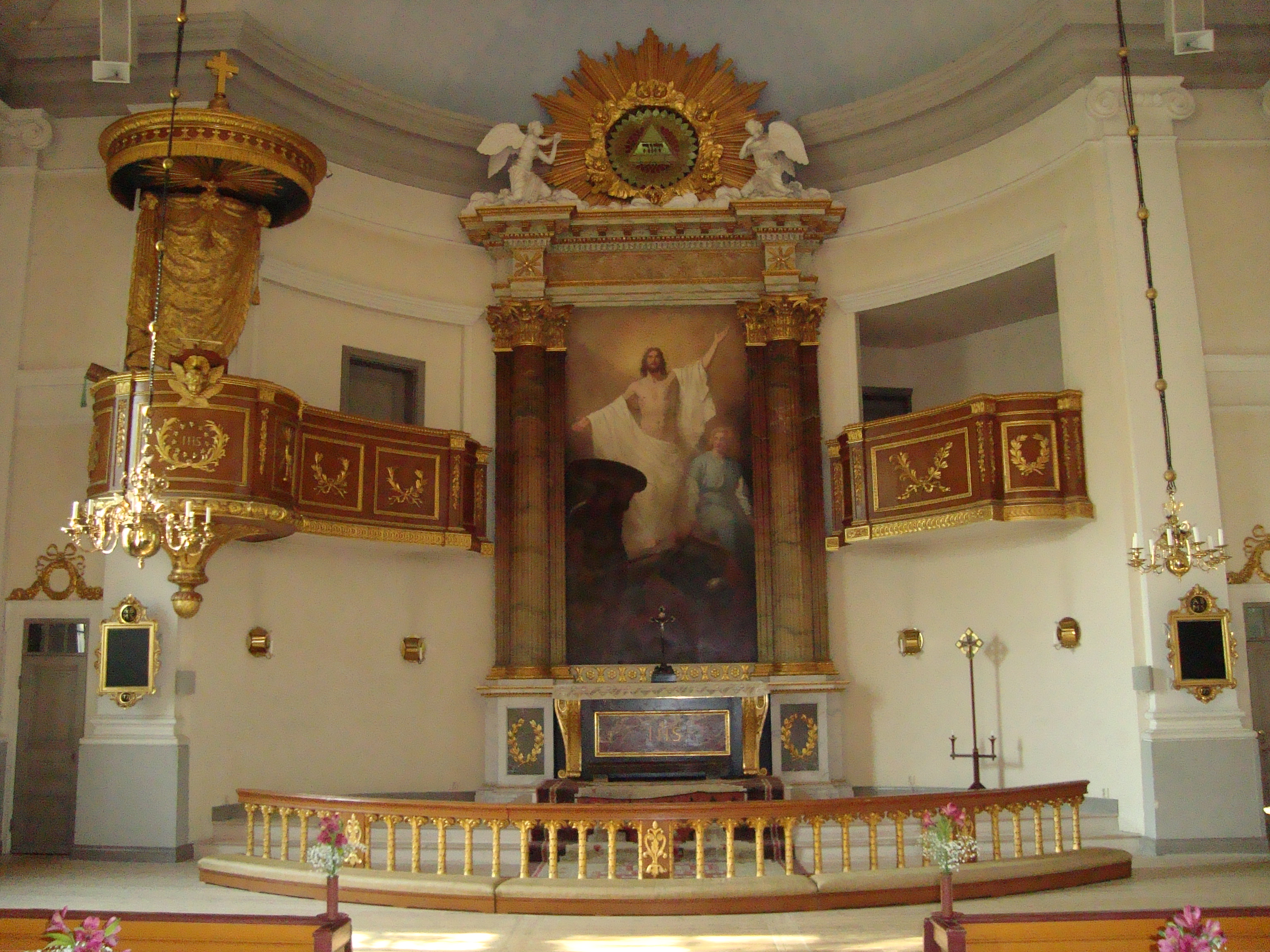
Воскресение Христово, 1873, Церковь в Вестанфорсе
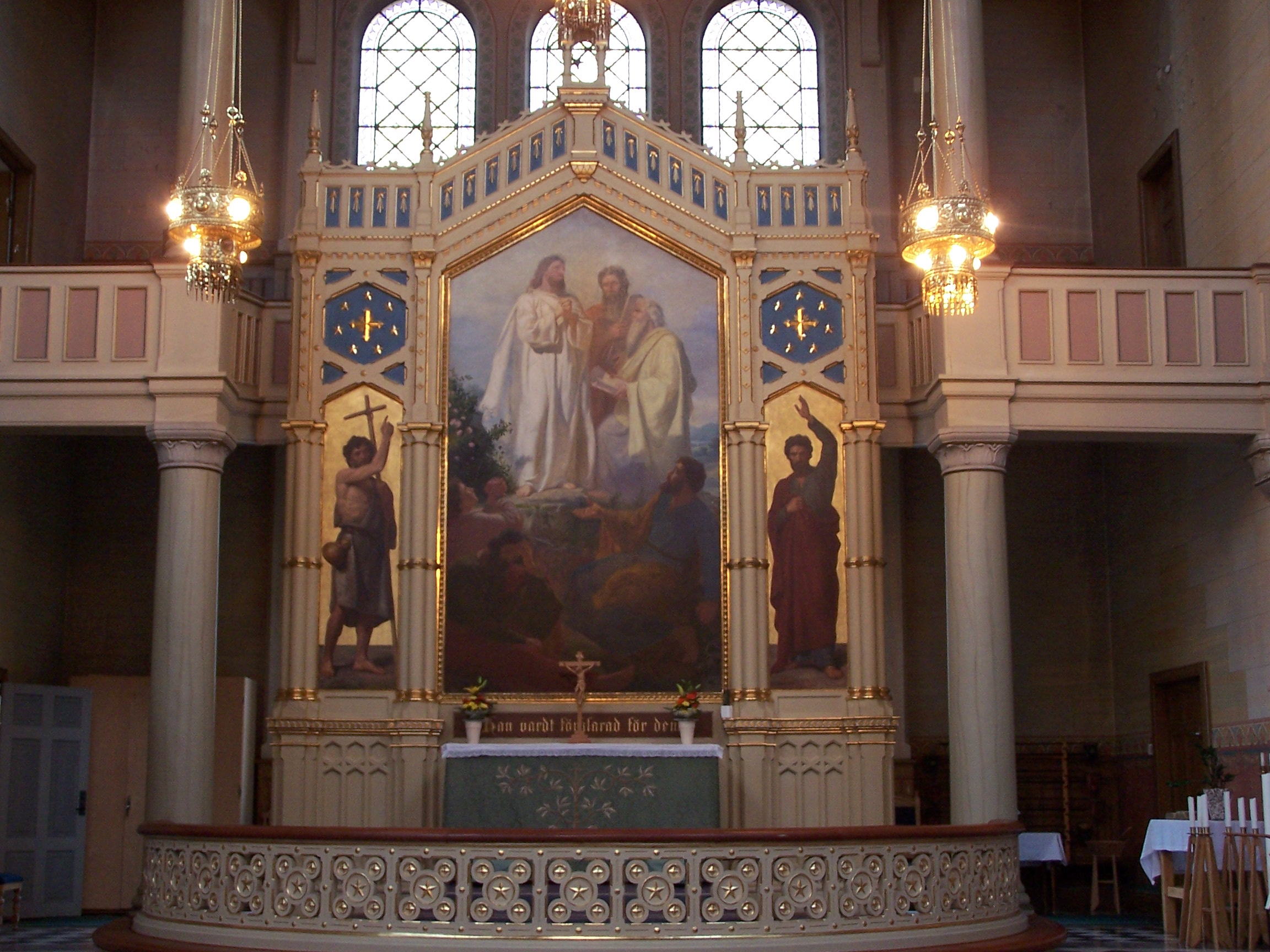
Преображение Господне, 1882, Церковь Св. Павла в Мальмё